# العلاقات الأوزبكستانية الغانية
العلاقات الأوزبكستانية الغانية هي العلاقات الثنائية التي تجمع بين أوزبكستان وغانا.

## مقارنة بين البلدين
هذه مقارنة عامة ومرجعية للدولتين:
| وجه المقارنة                                              | أوزبكستان       | غانا         |
| --------------------------------------------------------- | --------------- | ------------ |
| المساحة (كم2)                                             | 448.98 ألف      | 238.53 ألف   |
| عدد السكان (نسمة)                                         | 32.39 مليون     | 26.91 مليون  |
| الكثافة السكانية (ن./كم²)                                 | 72.14           | 112.82       |
| العاصمة                                                   | طشقند           | أكرا         |
| اللغة الرسمية                                             | اللغة الأوزبكية | لغة إنجليزية |
| العملة                                                    | سوم أوزبكستاني  | سيدي غاني    |
| الناتج المحلي الإجمالي (بليون دولار)                      | 48.72 مليار     | 47.33 مليار  |
| الناتج المحلي الإجمالي (تعادل القوة الشرائية) بليون دولار | 190.50 مليار    | 115.41 مليار |
| الناتج المحلي الإجمالي الاسمي للفرد دولار أمريكي          | 2.13 ألف        | 1.37 ألف     |
| الناتج المحلي الإجمالي للفرد دولار أمريكي                 | 5.57 ألف        | 4.08 ألف     |
| مؤشر التنمية البشرية                                      | 0.675           | 0.579        |
| رمز المكالمات الدولي                                      | +998            | +233         |
| رمز الإنترنت                                              | .uz             | .gh          |
| المنطقة الزمنية                                           | ت ع م+05:00     | 00           |

## منظمات دولية مشتركة
يشترك البلدان في عضوية مجموعة من المنظمات الدولية، منها:
| علم المنظمة | اسم المنظمة                               | تاريخ انضمام أوزبكستان | تاريخ انضمام غانا |
| ----------- | ----------------------------------------- | ---------------------- | ----------------- |
|             | مؤسسة التنمية الدولية                     | 24 سبتمبر 1992         | 29 ديسمبر 1960    |
|             | يونسكو                                    | 26 أكتوبر 1993         | 11 أبريل 1958     |
|             | وكالة ضمان الاستثمار متعدد الأطراف        | 4 نوفمبر 1993          | 29 أبريل 1988     |
|             | الأمم المتحدة                             | 2 مارس 1992            | 8 مارس 1957       |
|             | الفريق المعني برصد الأرض                  | ?                      | ?                 |
|             | الاتحاد البريدي العالمي                   | ?                      | ?                 |
|             | البنك الدولي للإنشاء والتعمير             | 21 سبتمبر 1992         | 20 سبتمبر 1957    |
|             | الاتحاد الدولي للاتصالات                  | 10 يوليو 1992          | 17 مايو 1957      |
|             | منظمة حظر الأسلحة الكيميائية              | ?                      | ?                 |
|             | مؤسسة التمويل الدولية                     | 30 سبتمبر 1993         | 3 أبريل 1958      |
|             | المركز الدولي لتسوية المنازعات الاستشارية | 25 أغسطس 1995          | 14 أكتوبر 1966    |
|             | منظمة الشرطة الجنائية الدولية             | ?                      | ?                 |

## وصلات خارجية
- موقع وزارة الخارجية الأوزبكستانية
- موقع وزارة الخارجية الغانية